# Bantock House
Bantock House é um palácio rural localizado em Finchfield, um subúrbio de Wolverhampton, no Midlands Ocidental, Inglaterra. Actualmente, a propriedade encontra-se aberta ao público como Bantock House Museum and Park; trata-se dum museu dedicado ao estilo de vida da Era Eduardiana e à história local, rodeado por 190.000 m² (48 acres) de parque. Recebeu o nome em homenagem a Baldwin e Kitty Bantock, que em tempos viveram ali. O museu é administrado pelo serviço de Artes e Museus do Conselho da Cidade de Wolverhampton. É um listed building classificado com o Grau II.

## História
O edifício foi construído na década de 1730 como New Merridale Farm. Foi ampliado e melhorado durante a ocupação por Thomas Herrick por volta do início do século XIX e foi renomeado como Merridale House. O edifício teve vários arrendatários mas, cerca de 1864, foi comprado por Thomas Bantock, um agente de canais e caminhos de ferro. O seu filho, Albert Baldwin Bantock, que foi duas vezes Mayor de Wolverhampton e, também, Alto Xerife de Staffordshire em 1920, melhorou a propriedade depois da morte do pai, ocorrida em 1896. Aquando da sua própria morte, sem filhos, em 1938, legou o palácio e o parque à Wolverhampton Corporation. Em 1940, o edifício recebeu o nome actual em sua honra.

## O museu - Bantock House, jardins e parque
Bantock House contém exposições que exploram as vidas da família Bantock e de outras pessoas localmente importantes. No piso térreo existem elementos sobre a família Bantock e a forma como os seus elementos viviam. No piso superior, o foco vira-se para os homens e mulheres que deram forma a Wolverhampton e às indústrias que eles criaram, com exibições que apresentam esmaltes, joalharia em aço e envernizados de fabrico local.
Os jardins que rodeiam o edifício foram desenhados por Albert Baldwin Bantock e, em 1998, foram restaurados para o seu desenho original pelo Conselho da Cidade de Wolverhampton; actualmente, os visitantes podem ver os diferets espaços que Baldwin criou. Nas traseiras da casa existe um jardim escavado chamado de Jardim Holandês. Também existe um Jardim de Rosas, com várias rosas com nomes evocativos como Blythe Spirit, Chapeau de Napoleon e Glamis Castle. Canteiros coloridos de flores no Jardim da Casa e um Jardim Bosque fazem agora parte da trilha natural em volta do parque.
O Bantock Park tem 190.000 m² (48 acres) de terra e inclui uma área de jogos para crianças, um pequeno percurso de golfe com 18 buracos, um relvado e campos de futebol.
Gado da raça Highland foi criado pela família Bantock e acredita-se que os animais vagueavam pelos terrenos do parque até cerca da década de 1930. Para recriar a presença de vacas, o artesão local Neil Watson foi contratado para criar uma escultura de vaca, a qual pode ser vista atualmente em frente da casa.